# مینای برمه‌ای
مینای برمه یا مینای برمه‌ای (نام علمی: Acridotheres burmannicus)، گونه‌ای از سارها از خانواده ساران (Sturnidae) است که در میانمار و یون‌نان چین یافت می‌شود.
مینای برمه‌ای با مینای سینه‌شرابی هم‌گونه در نظر گرفته می‌شد. نام‌های رایج دو گونه تقسیم‌شده برای مطابقت با سرده به جای «سارها» به «mynas» تغییر یافت.